# Солсберійський собор
Солсберійський собор (англ. Salisbury Cathedral) — готичний собор Діви Марії в англійському місті Солсбері, який був споруджений в своїй основній частині всього за 38 років, вважається одним з найкращих шедеврів англійської готики. Він був закладений 1220 року, освячений у 1258 році й кінцево добудований на початку XIV сторіччя.
Собор має найвищий церковний шпиль у Великій Британії (123 м). Відвідувачі можуть оглянути шпиль зсередини і побачити старовинні дерев'яні риштування. Собор також є найбільшим монастирем в Британії. В соборі знаходиться найстарший у світі працюючий годинник (від 1386 року н. е.) і одна з чотирьох уцілілих копій Великої хартії вольностей (усі чотири знаходяться в Британії, у Солсберійському соборі знаходиться копія, яка найбільш уціліла). Також всередині собору знаходиться фонтан у вигляді хреста, який використовується в тому числі для ритуальних цілей (зокрема при хрещенні).
При соборі працює хор хлопчиків та дівчаток (16 осіб у кожному з них).
Хоча собор відомий як «Солсберійський собор», але офіційна його назва «Собор Діви Марії». 2008 року собор відсвяткував 750-ту річницю свого освячення у 1258 році.
Це головна церква Солсберійської єпархії і резиденція Солсберійського єпископа.
У 2018 році сталася низка отруєнь російським нервовим реагентом «Новачок» у Великій Британії. Зокрема, цією речовиною намагались отруїти колишнього офіцера ГРУ Сергія Скрипаля та його дочку у березні 2018 року. А у червні 2018 року від «Новачка» померла мати трьох дітей Дон Стерджесс. Зазначається, що у замахах підозрюють офіцерів ГРУ, які у вказаний період були у Солсбері. За словами чоловіків, вони поїхали до країни з туристичною метою, щоб побачити Солсберійський собор.
На світанку 17 лютого 2019 року на соборі помітили прапор Росії, а вже о 08:30 його прибрали. Зазначається, що прапор повісили там вночі. Настоятель собору Ніколас Попадопулос прокоментував цей інцидент, назвав його «видатною дурістю» та заявив, що це принижує почуття людей, що постраждали від атаки.

## У мистецтві
- У романі Вільяма Ґолдінґа «Шпиль» вигаданий настоятель Солсберійського собору захоплений ідеєю будування шпилю заввишки 400 футів, що має наслідком непорозуміння з оточенням.

## Галерея

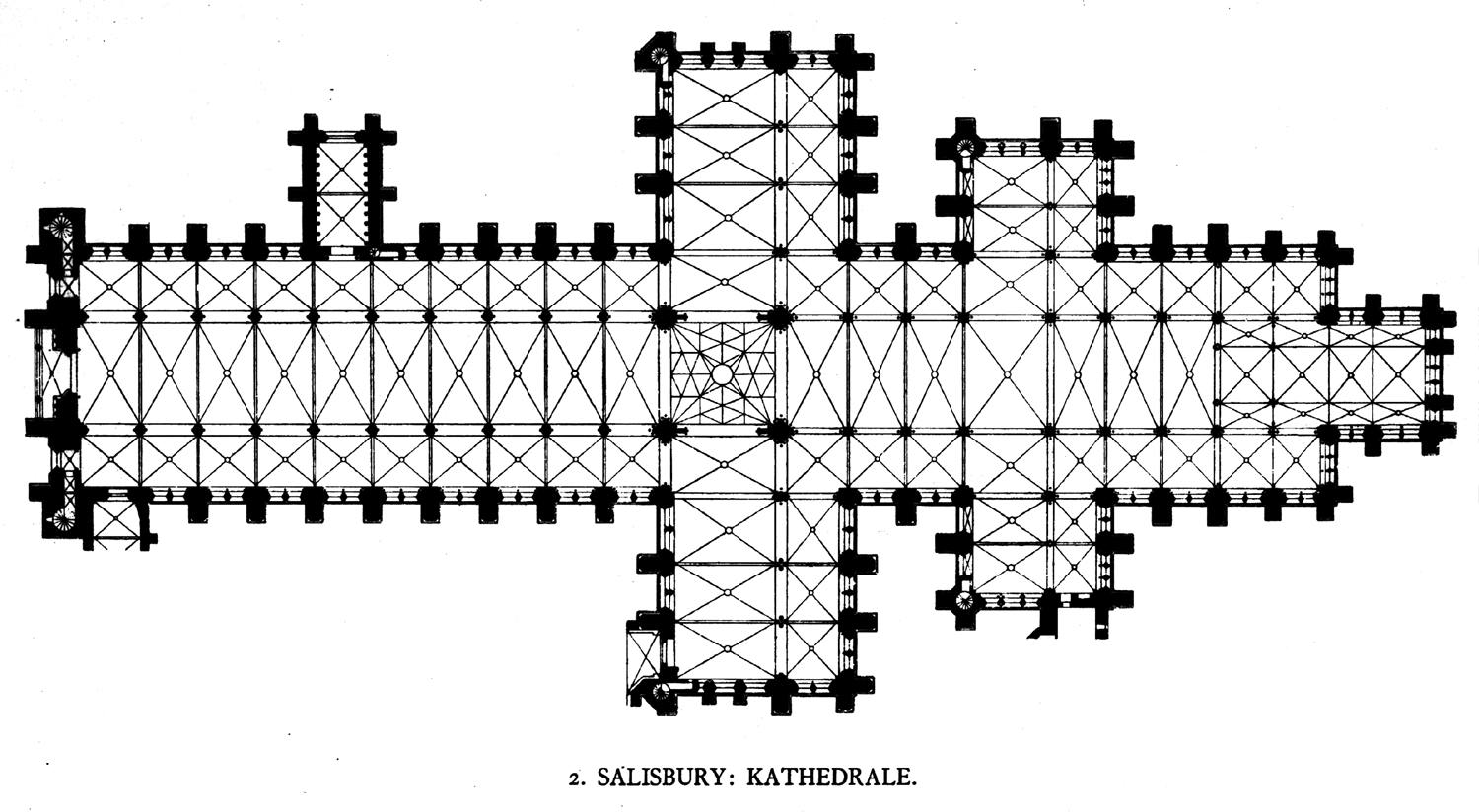
План собору
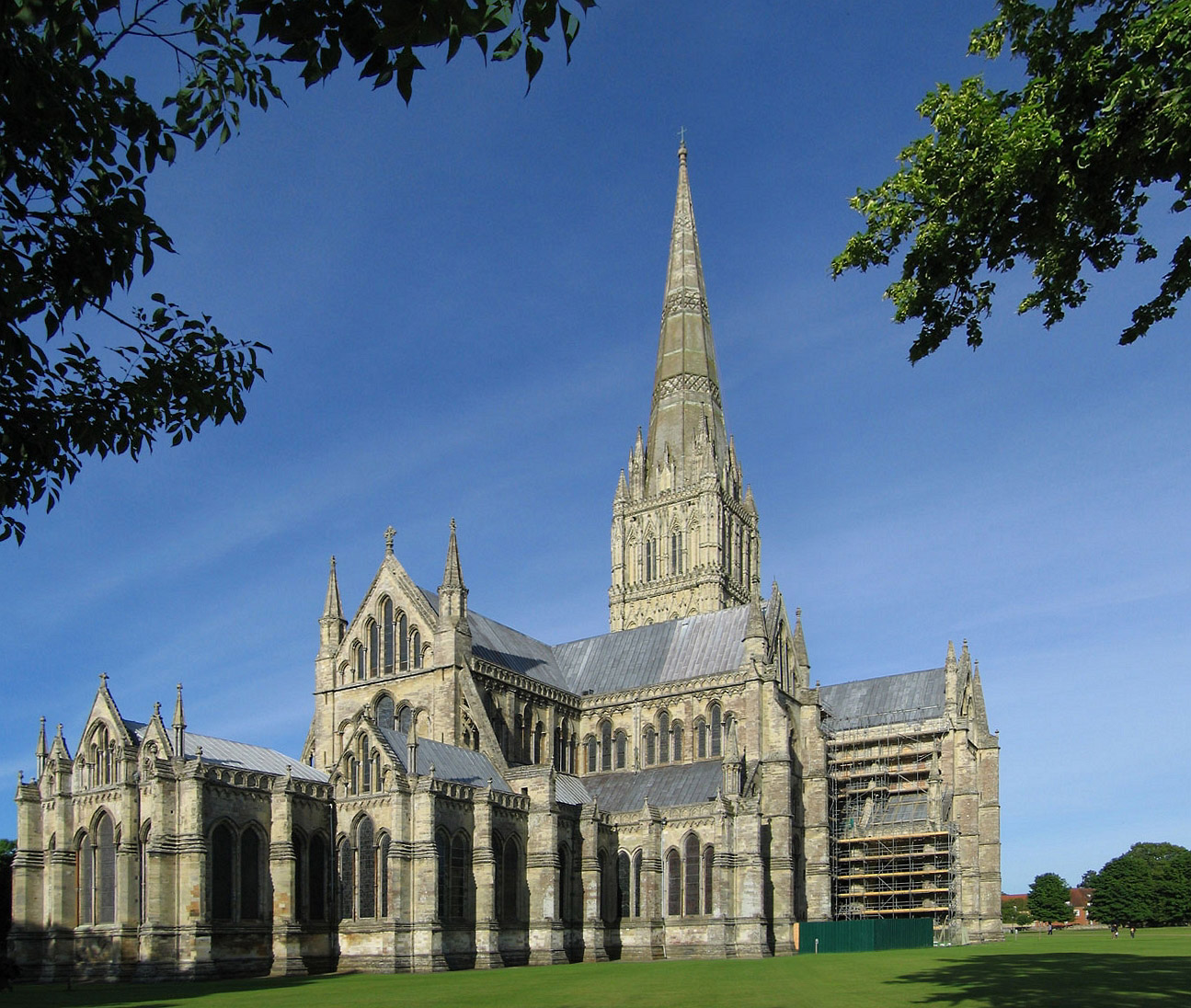
Загальний вигляд
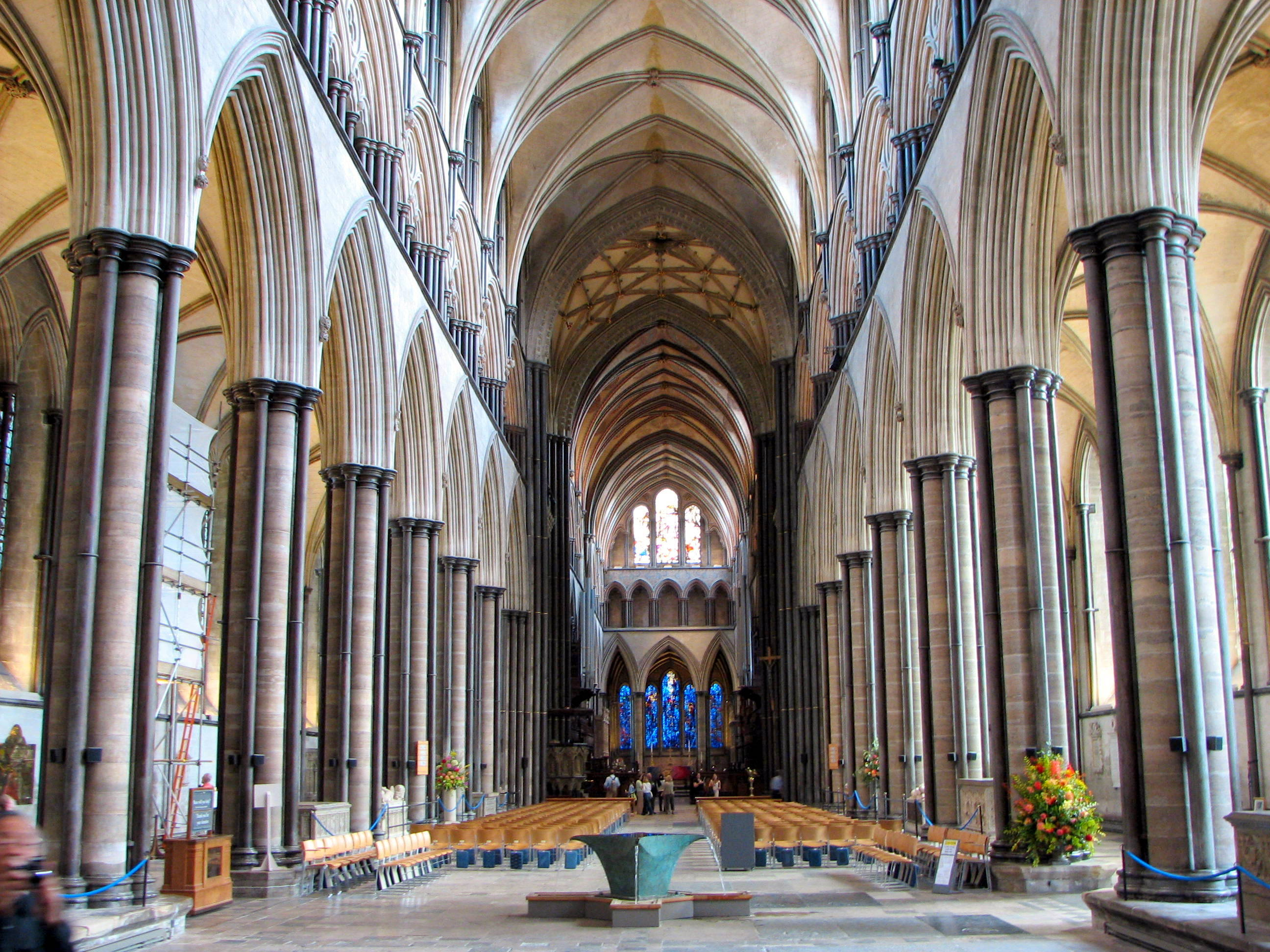
Інтер'єр
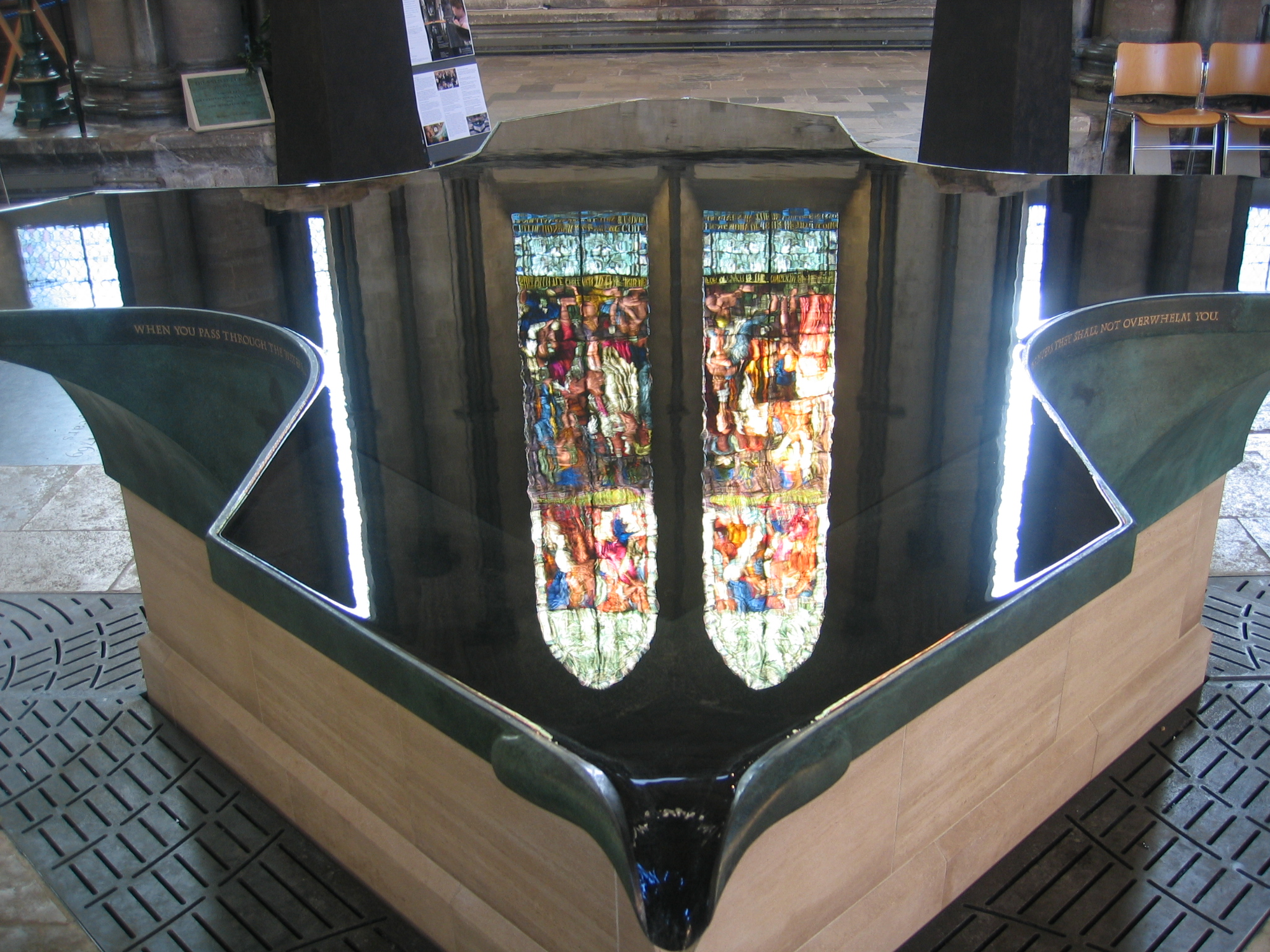
Фонтан